# Branka Zec
Branka Zec, slovenska rokometašica, * 31. oktober 1986, Ljubljana.
Zecova je članica VfL Waiblingen in slovenske reprezentance.
Za Slovenijo je nastopila na evropskem prvenstvu 2018.